# Saint-Nexans

Saint-Nexans este o comună în departamentul Dordogne din sud-vestul Franței. În 2009 avea o populație de 856 de locuitori.

## Evoluția populației
| An        | 1975 | 1982 | 1990 | 1999 | 2006 | 2009 |
| --------- | ---- | ---- | ---- | ---- | ---- | ---- |
| Populație | 538  | 664  | 772  | 802  | 845  | 856  |